# 鈴木千里
鈴木 千里（すずき ちさと、1988年8月2日 - ）は、日本のAV女優・ストリッパー。エンプレス所属。
身長:157cm。スリーサイズ:B84(C-70)・W59・H83。

## 略歴
2007年にAVデビュー。
所属事務所のロータスグループによるダンスプロジェクト「Miss Booty」のメンバーとしても活動しており、2009年2月1日には新宿ニューアートでストリップデビューもしている。

## 出演作品

### アダルトビデオ
2007年
- 超人気ギャル雑誌の編集長になりすましてギャル読者モデルをハメる （11月8日、GARCON）…
- jk 004 （11月16日、ゴーゴーズ）
- 生中出し女子校生 4時間 スペシャル （12月17日、メディアステーション）…オムニバス作品

2008年
- ロリ校生ほじくりベロマンレズ （1月21日、アイリング）…
- amateur girl AVでちゃった♥ 淫美少女☆ちさと19歳 （1月23日、エイチエス映像）
- ロリ校生陵辱オイルエステ盗撮 2 （2月2日、ラハイナ東海）…オムニバス作品
- ￥援交少女 ちさとちゃん（1●才） （2月6日、エイチエス映像）
- 女子高生のセンズリ鑑賞 （3月7日、大久保ヤンキース）…オムニバス作品
- 渋谷タムロ 女子○生CLUB 合コンの性交術 SHIBUYA SEX TRANCE 01 （3月12日、プレステージ）…
- お見合い乱交大浴場 （4月4日、アキノリ）…
- 一晩で20人の女子校生と援交しました。 （4月4日、アキノリ）…
- 本当にイッてる指オナニー 2 （4月4日、OFFICE K'S）…オムニバス作品
- 女子校生にセンズリみせつけ相互オナニー鑑賞 （4月15日、ジャネス）…オムニバス作品
- 特選S級素人ギャルコレクション 4時間 5 （4月18日、メディアステーション）…オムニバス作品
- フリーダム学園 校内集団暴行 4 （5月5日、フリーダム）
- 「ワザと看護師にせんずりを見せつけたらヤられるか」 VOL.3 （6月5日、DANDY）…オムニバス作品
- 突然JKに濃厚接吻手コキされ亀頭をいじめられる男たち （6月7日、ラハイナ東海）…オムニバス作品
- コスプレマスター 002 （6月13日、ゴーゴーズ）
- 中出し美尻女子大生 FILE-02 （6月17日、メガハーツ） ※「早瀬夏美」名義
- 素人個人撮影生中出し4時間DX （6月18日、LOTUS）…オムニバス作品
- ミニスカニーソ MANIAX （6月20日、TMA）…オムニバス作品
- ブルマニア （6月27日、I.B.WORKS）…オムニバス作品
- 介護学生 淫メス ACT.4 （7月3日、マギー） ※「山下直美」名義
- お座敷大乱交社員旅行 with 御得意様 （7月4日、SODクリエイト）
- 潜入ルポ 逆ナンが盛んな通学路 2 （7月4日、Hunter）
- レズの家 9 （7月19日、スタイルアート）
- 募集で来たでたがり素人 （7月23日、エイチエス映像）…オムニバス作品
- レズ壺 vol.08 美熟女 VS 美少女の禁断な関係! （7月25日、ジャネス）
- 女子校生性感オイルマッサージ vol.04 （8月1日、プレステージ）…オムニバス作品
- SOD女子社員VS超人気&新人AVアイドル ドキッ!丸ごと下着 水泳大会 （8月7日、SODクリエイト）
- SOD女子社員 男湯内特設マットで素人男性相手におもてなし研修! （8月7日、SODクリエイト）
- 全裸立ち電マ連続アクメ 4時間 （8月8日、TMA）…オムニバス作品
- 人妻痴女たちの大尻チ●コ擦り抜き ［傲慢美尻衆］ （8月8日、アフロフィルム）…オムニバス作品
- 完全盗撮動画 いちゃつきカップル達の野外テント交尾盗撮 （8月9日、ラハイナ東海）…オムニバス作品
- 素人娘限定 顔面いじり （8月9日、ラハイナ東海）…オムニバス作品
- 女子刑務所 秘密のレズ号棟 （9月18日、LADY×LADY）…
- 接吻強盗★10人隊 集団痴女のまったりベロベロ濃厚エロちゅ〜♥ （10月5日、ワープエンタテインメント）
- スク水角オナニー （10月10日、I.B.WORKS）…オムニバス作品
- 恋人以上、姉妹未満 ちさととあや （11月5日、ドリームチケット）
- kawaii*女学園パラダイス♥ 美少女14人が学校でセックchu♥ 4時間 （11月22日、kawaii*）
- 手コキクリニック ファン感謝祭 3 ユーザー様の熱い妄想から体験談まで、皆様のリクエストにお応えします!! （12月4日、SODクリエイト）
- 指入れピストン ずぼオナニー （12月5日、アフロフィルム）…オムニバス作品
- ニ○ニコ動画で話題沸騰中!!スーハー顔 （12月18日、アキノリ）…オムニバス作品
- kira☆kira2周年特別企画 DANCING15GALS☆大乱交レイブ （12月19日、kira☆kira）
- 女子校生 黒タイツレズ 5 （12月25日、ジャネス）

2009年
- 美脚太腿絞め 美女達のBeautiful leg 圧迫 （1月15日、フリーダム）
- 美人OLの誘惑から逃げ出せない僕の日常 〜地獄?の果てまで逃がさないわよ〜 （1月15日、フリーダム）
- 拘束M男責め （1月15日、フリーダム）
- 調教レズ 5 〜犯されたM女〜 （1月19日、スタイルアート）
- 天然素人レボリューション 03 （1月23日、プレステージ）
- 転校したら男は僕一人ぼっちだった…。 5 （2月5日、アキノリ）
- 電気按摩地獄 （2月5日、フリーダム）…オムニバス作品
- 制服縞パンニーソックス 2 （2月13日、TMA）…オムニバス作品
- Dance Fetish ver.1.0 （2月19日、スタイルアート）
- 放課後の女子校生 （2月27日、ケイ・エム・プロデュース）…オムニバス作品
- 美少女の足裏 10 （3月5日、フリーダム）…オムニバス作品
- おっぱい乳首いじり 1 （3月6日、映天）…オムニバス作品
- JKSP 見せつけオナニーしまくり120分 （4月1日、ABC/妄想族）…オムニバス作品
- 女子校生 電マ潮吹き 3 （4月10日、クリスタル映像）…オムニバス作品
- ふたなりレズ ゴルフスクール （4月20日、イマージュ）
- 愛欲と唾液まみれのレズ地獄 （5月21日、アイエナジー)
- オナキャスト! VOL.1 (6月12日、U&K)…オムニバス作品
- 尻フェチ塾（10月1日、ABC/妄想族）オムニバス作品

2010年
- CLUB NAKED 10 （1月10日、ジャネス）…